# كونراد لي
كونراد لي (بالإنجليزية: Conrad Lee) هو تاجر أسهم ومهندس وسياسي أمريكي، ولد في 10 فبراير 1939 في كونمينغ في الصين. حزبياً، نشط في الحزب الجمهوري.

## وصلات خارجية
- الموقع الرسمي